# Louis Bigot
Pour les articles homonymes, voir Bigot.
Ne doit pas être confondu avec Louis Bigot (joueur d'échecs).
Louis Julien Henri Bigot (11 septembre 1805 - Saulges, † 10 septembre 1883 - Aron) était un industriel et un homme politique français du XIXe siècle, député de la Mayenne (1846-1849).

## Biographie
Il est maître de forges à Aron, et gendre de Vincent Caillard, entrepreneur des messageries. Il fait partie du conseil de son arrondissement sous Louis-Philippe, et devient député de la circonscription de Mayenne, élu de l'opposition, aux Élections législatives de 1846. Il vote pour l'Opposition dynastique jusqu'en février 1848. Il signe la demande de mise en accusation du  ministère Guizot. 
Après la révolution de 1848, il est commissaire de la République dans la Mayenne. Il prend place au comité des Travaux Publics et siège avec la droite modérée lors de l'Assemblée constituante de 1848, à la suite de son élection aux Élections législatives de 1848, et sanctionne l'ensemble de la Constitution républicaine. 
Après l'Élection présidentielle française de 1848, il soutient le gouvernement de Louis-Napoléon Bonaparte, appuie la proposition Rateau soutient la proposition Rateau qui renvoyait la Constituante. et soutient l'expédition de Rome. 
Réélu le septième aux Élections législatives de 1849, membre de l'Assemblée législative de 1848 à 1851,  il se sépare de la majorité conservatrice à l'approche du Coup d'État du 2 décembre 1851, sans se prononcer pour aucun des partis, et rentre dans la vie privée, et l'industrie. 
Candidat d'opposition lors des Élections législatives de 1852, il perd contre Théodore Mercier, Candidat officiel.
Il eut un parent, dont le nom est resté dans les annales de la littérature, Eugène Sue, et qui sera député comme lui, à l'Assemblée constituante de 1848 et à l'Assemblée législative de 1848 à 1851. Eugène Sue est le beau-frère de Marc Caillard, époux de Victorine Sue, sœur de l’écrivain et fils de Vincent Caillard.

## Sources partielles
- C. M. Lesaulnier, Biographie des neuf cents députés à l'Assemblée nationale: par ordre alphabétique de départements; tant de ceux qui ont été élus le 23 avril, aux élections générales, que de ceux qui ont été nommés le 4 juin aux élections complémentaires..., Bureaux de la rédaction, 1848, 551 p ;
- « Louis Bigot », dans Adolphe Robert et Gaston Cougny, Dictionnaire des parlementaires français, Edgar Bourloton, 1889-1891 [détail de l’édition] ;
- « Louis Bigot », Gustave Vapereau, Dictionnaire universel des littératures, vol. 2, Paris, Hachette, 1876 [détail des éditions] (lire sur Wikisource)
- « Louis Bigot », dans Alphonse-Victor Angot et Ferdinand Gaugain, Dictionnaire historique, topographique et biographique de la Mayenne, Laval, A. Goupil, 1900-1910 [détail des éditions] (BNF 34106789, présentation en ligne), t. I